# Nieky Holzken
Nicolaas "Nieky" Holzken (Helmond, 16 dicembre 1983) è un kickboxer e pugile olandese.
Combatte nella categoria dei pesi leggeri per l'organizzazione singaporiana ONE. In precedenza è stato campione dei pesi medi Glory, nonché due volte campione europeo muay thai e vincitore del torneo K-1 MAX Scandinavia 2006.
Parallelamente alla carriera di kickboxer, ha avuto anche saltuarie esperienze nel mondo del pugilato, dove è noto per aver partecipato come sostituto al World Boxing Super Series nel 2018.

## Biografia
Nativo di Helmond, viene cresciuto dai nonni a seguito della separazione dei genitori qualche anno dopo la sua nascita. Durante la propria gioventù si appassiona agli sport da combattimento, andando poi a praticare pugilato e quindi kickboxing. Durante questo periodo ha occasione di allenarsi con note figure quali Ramon Dekkers, Cor Hemmers e Sjef Weber.

### Vita personale
È sposato con Nathellie Holzken, con la quale ha due figli, Geraldo e Willisha.

## Carriera
Holzken compie il suo debutto nella promozione K-1 il 26 novembre 2006, partecipando al torneo K-1 World MAX North European Qualification tenutosi nella città svedese di Stoccolma. Qui manifesta precocemente il suo talento sportivo superando per KO i vari Björn Kjöllerström, Joakim Karlsson ed Elias Daniel: la vittoria gli consente di partecipare al K-1 World MAX 2007 Final Elimination, dove affronta il campione in carica thailandese Buakaw, il quale ha la meglio dell'olandese per decisione unnaime.

### ONE Championship
Nell'ottobre 2018 sigla un contratto con la federazione singaporiana ONE. L'avventura dell'olandese in Asia comincia con una vittoria per KO ai danni del brasiliano Cosmo Alexandre nel mese di novembre – grazie al quale interrompe una striscia di tre sconfitte consecutive – a cui segue un successo ai punti ai danni di Mustapha Haida soli tre mesi dopo.

## Risultati nella kickboxing
| 92 Vittorie (56 per KO/TKO), 16 Sconfitte, 0 Pareggi, 1 No Contest |           |                 |                                        |                     |                     |       |       |        |
| Data                                                               | Risultato | Avversario      | Evento                                 | Luogo               | Modalità            | Round | Tempo | Record |
| 25-10-2019                                                         | Sconfitta | Regian Eersel   | ONE Championship 101: Dawn of Valor    | Giacarta, Indonesia | Decisione (unanime) | 5     | 3:00  | 92-16  |
| Per il titolo di kickboxing ONE dei pesi leggeri.                  |           |                 |                                        |                     |                     |       |       |        |
| 17-05-2019                                                         | Sconfitta | Regian Eersel   | ONE Championship 96: Enter the Dragon  | Kallang, Singapore  | Decisione (unanime) | 5     | 3:00  | 92-15  |
| Per il titolo di kickboxing ONE dei pesi leggeri.                  |           |                 |                                        |                     |                     |       |       |        |
| 22-02-2019                                                         | Vittoria  | Mustapha Haida  | ONE Championship 90: Call to Greatness | Kallang, Singapore  | Decisione (unanime) | 3     | 3:00  | 92-14  |
| 17-11-2018                                                         | Vittoria  | Cosmo Alexandre | ONE Championship 84: Warrior's Dream   | Giacarta, Indonesia | KO (montante)       | 2     | 2:59  | 91-14  |